# 穆恩字母

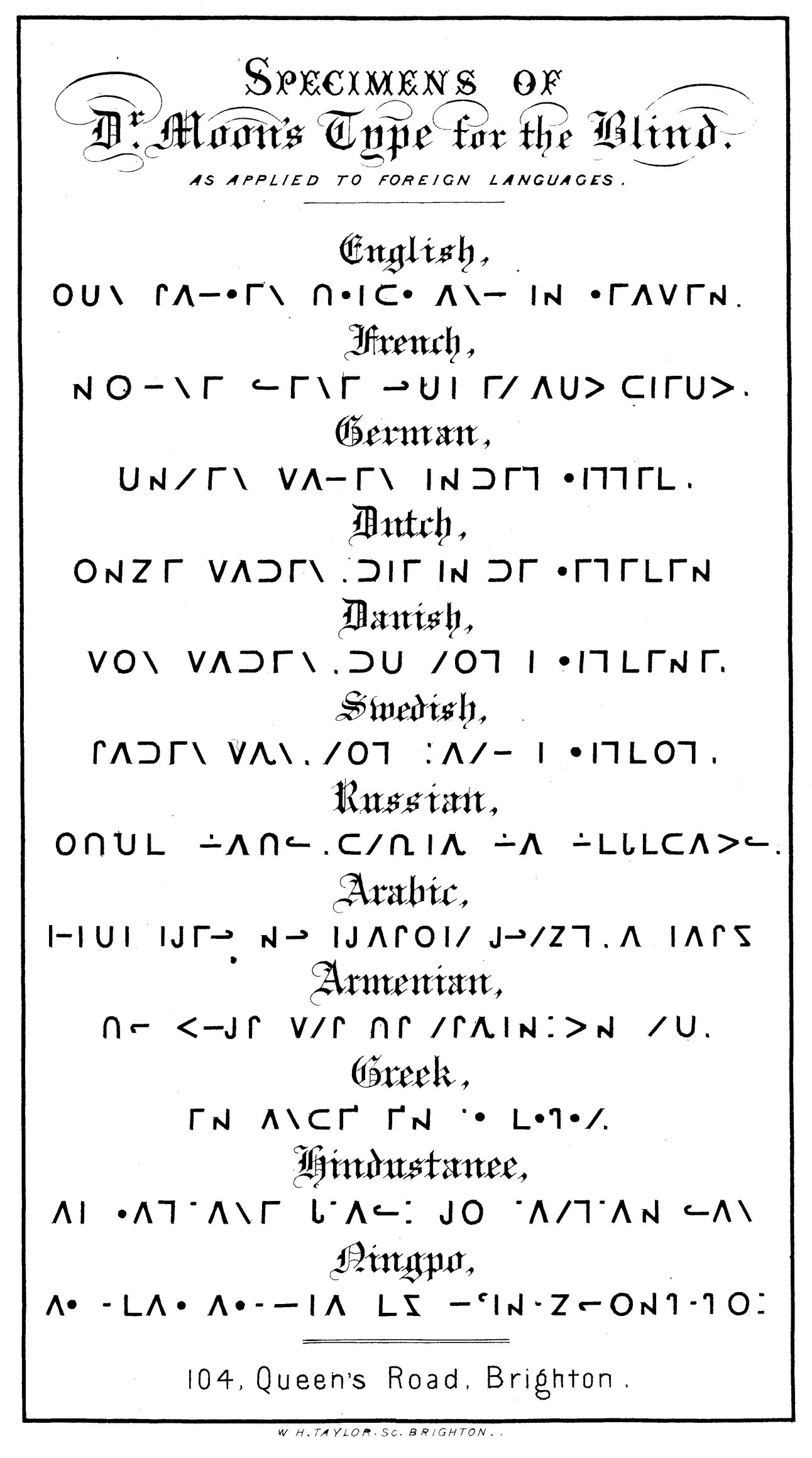
用于拼写多种语言的《主祷文》的穆恩字母

穆恩字母（英語：Moon type；Moon System of Embossed Reading；Moon writing；Moon alphabet；Moon script；Moon type；Moon code）是威廉·穆恩为盲人设计的书写系统，使用主要来自拉丁字母的压印浮凸符号。它的支持者声称它比布莱叶盲文更容易理解。

## 历史

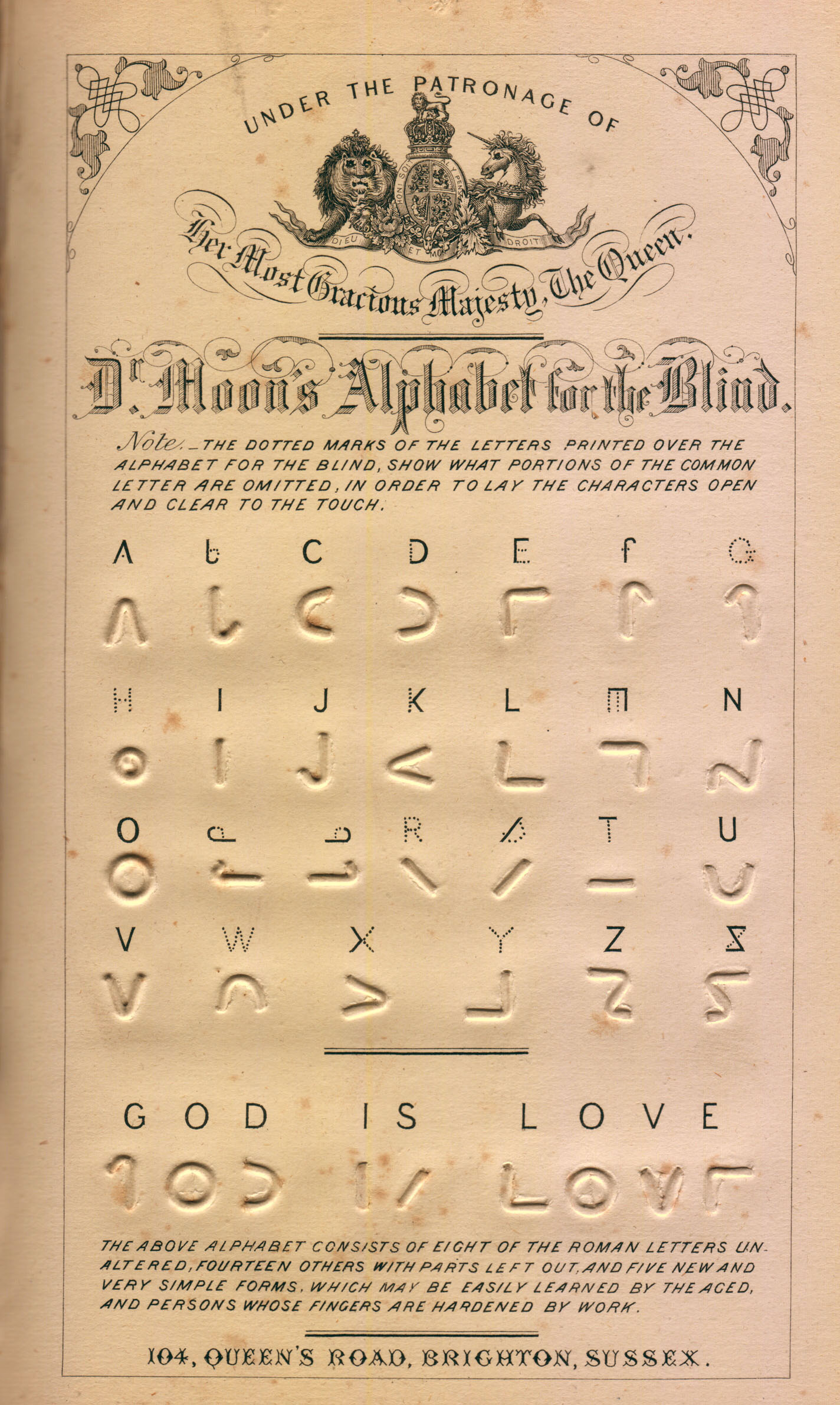
穆恩字母表，于1877年出版

穆恩字母的设计者是威廉·穆恩博士，他是英国东萨塞克斯郡布莱顿人，21岁时由于猩红热失明，此后担任盲童的教师。他在教学中发现他的学生很难学会阅读现有的盲文系统，于是自己设计了一套触摸时感觉更清晰的系统。
穆恩于1843年首次提出了自己的想法，并于1845年发布了这套字母。穆恩字母并不像布莱叶盲文那样众所周知，但它对于视力不佳的人来说是一种有价值的替代性阅读方案。穆恩字母不像布莱叶盲文一样只由点组成，而包含了直线和曲线。由于超过一半的字母与拉丁字母形状类似，所以穆恩字母适合于后天失去视力，或视力不敏锐的人。。
清朝时期，在中国宁波的英国基督教传教士使用穆恩字母教盲人如何阅读宁波方言。

## 数字
| 数字符号 | 1 | 2 | 3 | 4 | 5 | 6 | 7 | 8 | 9 | 0 |
| -------- | - | - | - | - | - | - | - | - | - | - |
|          |   |   |   |   |   |   |   |   |   |   |